# Войско Верных Запорожцев
Войско Верных Запорожцев (Войско верных казаков, верные казаки запорожские) (1783 — 1792) — казачье войско Российской империи, сформированное из казаков ликвидированного в 1775 году Запорожского казачьего войска.

## Предыстория
03 (14) августа 1775 года была ликвидирована Запорожская Сечь, Запорожское казачье войско упразднено, а контролировавшиеся Сечью земли присоединены к Новороссийской губернии.
После ликвидации войска казаки были предоставлены своей судьбе.
Большая часть запорожцев сперва ушла в Крымское ханство, а затем на территорию Турции, где они осели в дельте Дуная. Турецкий султан позволил им основать Задунайскую Сечь (1775—1828) на условиях предоставления 5-тысячного войска в свою армию. В 1785 году значительная часть казаков была расселена также на территории Баната в Австрийской монархии (банатское казачество).
Немало запорожских казаков (около 12 тысяч) осталось в подданстве Российской империи. При этом бывшим казацким старшинам было дано дворянство, а нижним чинам разрешалось вступить в гусарские и драгунские полки. Однако, некоторым высшим старшинам Екатерина II «не простила прежние обиды». Кошевой атаман Пётр Калнышевский, войсковой судья Войска Запорожского Низового Павел Головатый, сечевой писарь Иван Глоба и некоторые куренные атаманы, как люди, опасные по своему влиянию среди казаков, «за измену и переход на сторону Турции» были вывезены в Россию и сосланы в разные монастыри (где были насильно пострижены в монахи). Так, 85-летний Калнышевский был отправлен на Соловки, где, несмотря на жесточайшие условия содержания, прожил около 25 лет и в 110-летнем возрасте был амнистирован Александром I, но, будучи практически слепым, предпочёл остаться на Соловках, где и прожил до 112-летнего возраста. Глоба также прожил до глубокой старости в Белозерском монастыре[уточнить].
Некоторые казачьи старшины, в частности, Захарий Чепега и Антон Головатый, отсутствовавшие в Сечи, узнав о её разгроме, хотели даже застрелиться. Но разум взял верх над эмоциями, командиры поняли, что их жизнь с разрушением Сечи не кончилась, и отправились служить в русскую армию, первоначально в чине подпоручиков.

## История
Ликвидация такого крупного воинского формирования, как Запорожское казачье войско, принесла целый ряд проблем. Многие казаки, не привыкшие к соблюдению жесткой дисциплины регулярных армейских частей, не выдерживали её и нередко оставляли части.
Однако, при этом все ещё сохранялась и внешняя военная угроза со стороны Турции. Особенно понимал это генерал-губернатор Новороссийского края, наместник Астраханской, Азовской и Новороссийской губерний светлейший князь Григорий Потёмкин, позитивно относившийся к запорожским казакам, зная многих из них лично по опыту участия в русско-турецкой войне 1768−1774 гг., в ходе которой 10 тыс. запорожцев были причислены к армии Румянцева. Казаки не только отличались в разведках и рейдах, но и сыграли важную роль в сражениях при Ларге и Кагуле. В январе 1771 г. Екатерина II наградила кошевого атамана Запорожского войска П. Калнышевского за заслуги золотой медалью, «осыпанною бриллиантами», а также, золотых медалей были удостоены ещё 16 человек из высших чинов Запорожского войска.
Поэтому в 1783 году князем Потёмкиным были созваны на службу оставшиеся в России запорожцы, которые основали «Кош Верных Казаков Запорожских». В том же году уже капитаны Чепега и Головатый, направились во главе команды волонтёров под общим началом Суворова усмирять мятежный Крым.
3 июля 1787 г. Потёмкин организовал в Кременчуге аудиенцию императрицы Екатерины II с рядом бывших запорожских старшин, которые подали ей прошение о восстановлении войска Запорожского, где они выражали желание по-прежнему служить. А также, Потёмкин способствовал и последующему подписанию прошения.
В результате Александр Суворов, который по приказу Екатерины II в это время уже занимался организацией армейских подразделений на юге России и строительством Кубанской пограничной линии, занялся формированием и нового войска из казаков бывшего Войска Запорожского и их потомков. Теперь уже секунд-майору Головатому и другим старшинам было поручено собирать казаков в «Войско Верных Запорожцев». Из собранных казаков были сформированы две группы: конница под командованием Захария Чепеги, и ладейная пехота под начальством Антона Головатого. Общее руководство над казаками князь Потёмкин поручил первому кошевому атаману возрождённого войска — Сидору Белому. Так официально появилось «Войско Верных Запорожцев».
Войско Верных Запорожцев, участвовало в Русско-турецкой войне 1787−1792.
27 февраля 1788 г. за боевые заслуги в торжественной обстановке Суворов собственноручно вручил старшинам Сидору Белому, Антону Головатому и Захарию Чепеге белое войсковое знамя, пожалованное императрицей Екатериной II, а также флаги и другие клейноды, которые были конфискованы при ликвидации Запорожской Сечи в 1775 году.
В последующем за достигнутые в войне успехи в 1790 году войско было переименовано в Черноморское казачье войско и получило земли между Бугом и Днестром

## Комментарии
1. ↑  Титул Священной Римской империи.